# Falsomesosella subalba
Falsomesosella subalba es una especie de escarabajo longicornio del género Falsomesosella, tribu Mesosini, subfamilia Lamiinae. Fue descrita científicamente por Gressitt en 1938.

## Descripción
Mide 8-12 milímetros de longitud.

## Distribución
Se distribuye por China.